# Li Shanshan (cestista)
Li Shanshan (李珊珊S, Lǐ ShānshānP; Changzhou, 3 marzo 1987) è una cestista cinese.

## Carriera
Con la Cina ha disputato due edizioni dei Giochi olimpici (Londra 2012, Rio de Janeiro 2016).